# Теорема Лежандра про три квадрати
Теоре́ма Лежа́ндра про три квадра́ти стверджує, що натуральне число можна подати сумою трьох квадратів цілих чисел
{\displaystyle n=x^{2}+y^{2}+z^{2}}
тоді й лише тоді, коли n не можна подати у вигляді {\displaystyle n=4^{a}(8b+7)}, де a і b цілі.
Зокрема, числами не подаваними сумою трьох квадратів і подаваними у вигляді {\displaystyle n=4^{a}(8b+7)} є
7, 15, 23, 28, 31, 39, 47, 55, 60, 63, 71 … послідовність A004215 з Онлайн енциклопедії послідовностей цілих чисел, OEIS.

## Історія
П'єр Ферма дав критерій подаваності чисел вигляду {\displaystyle 3n+1} сумою трьох квадратів, але не навів доведення. Ніколас де Бегелен помітив 1774 року, що будь-яке натуральне число, не подаване у формі {\displaystyle 8b+7} і у формі {\displaystyle 4b}, є сумою не більше трьох квадратів, але не надав задовільного доведення. 1796 року Гаусс довів що будь-яке натуральне число є сумою не більше трьох трикутних чисел. З цього випливає, що {\displaystyle 8n+3} — сума не більше трьох квадратів. У 1797 або 1798 році Лежандр отримав перше доведення теореми про три квадрати. 1813 року Коші помітив, що теорема Лежандра еквівалентна наведеному вище формулюванню. Раніше, 1801 року Гаусс отримав загальніший результат, наслідком якого була теорема Лежандра. Зокрема, Гаусс порахував число розв'язків цілочисельного рівняння трьох квадратів, і одночасно навів узагальнення ще одного результату Лежандра, доведення якого було неповним. Це, ймовірно, стало причиною помилкових заяв, що доведення Лежандра було неповним і завершив його Гаусс.
Теорема Лагранжа про суму чотирьох квадратів і теорема про три квадрати дають повне вирішення проблеми Воринга для k = 2.

## Доведення
Доказ того, що числа {\displaystyle n=4^{a}(8b+7)} не подавані сумою трьох квадратів нескладне і випливає з того, що будь-який квадрат за модулем 8 дорівнює 0, 1 або 4.
Крім доведення Лежандра існує кілька доведень того, що інші числа подавані сумою трьох квадратів. Класичним стало доведення Діріхле 1850 року, в основі якого лежать три леми:
- квадратичний закон взаємності,
- теорема Діріхле про прості числа в арифметичній прогресії,
- клас еквівалентності тривіальної тричленної квадратичної форми.

## Зв'язок з теоремою про чотири квадрати
Гаусс зазначив, що теорема про три квадрати дозволяє легко довести теорему про чотири квадрати. Однак доведення теореми про три квадрати значно складніше від прямого доведення теореми про чотири квадрати, яка доведено першою 1770 року.